# Grand Prix Argentyny 1974
Grand Prix Argentyny 1974 (oryg. Gran Premio de la Republica Argentina) – pierwsza runda Mistrzostw Świata Formuły 1 w sezonie 1974, która odbyła się 13 stycznia 1974, po raz 10. na torze Autódromo Oscar Alfredo Gálvez.
11. Grand Prix Argentyny, 10. zaliczane do Mistrzostw Świata Formuły 1.

## Wyniki

### Kwalifikacje
- Pole position: Ronnie Peterson – 1:50.78

### Wyścig
| Poz. | Nr. | Kierowca             | Konstruktor       | Okrążeń | Czas/powód NU | Poz. start. | Punktów |
| ---- | --- | -------------------- | ----------------- | ------- | ------------- | ----------- | ------- |
| 1    | 6   | Denny Hulme          | McLaren-Ford      | 53      | 1:41:02.01    | 10          | 9       |
| 2    | 12  | Niki Lauda           | Ferrari           | 53      | + 9.27        | 8           | 6       |
| 3    | 11  | Clay Regazzoni       | Ferrari           | 53      | + 20.41       | 2           | 4       |
| 4    | 33  | Mike Hailwood        | McLaren-Ford      | 53      | + 31.79       | 9           | 3       |
| 5    | 14  | Jean-Pierre Beltoise | BRM               | 53      | + 51.84       | 14          | 2       |
| 6    | 4   | Patrick Depailler    | Tyrrell-Ford      | 53      | + 1:52.48     | 15          | 1       |
| 7    | 7   | Carlos Reutemann     | Brabham-Ford      | 52      | Brak paliwa   | 6           |         |
| 8    | 10  | Howden Ganley        | March-Ford        | 52      | Brak paliwa   | 19          |         |
| 9    | 15  | Henri Pescarolo      | BRM               | 52      | + 1 okrążenie | 21          |         |
| 10   | 5   | Emerson Fittipaldi   | McLaren-Ford      | 52      | + 1 okrążenie | 3           |         |
| 11   | 27  | Guy Edwards          | Lola-Ford         | 51      | + 2 okrążenia | 25          |         |
| 12   | 28  | John Watson          | Brabham-Ford      | 49      | + 4 okrążenia | 20          |         |
| 13   | 1   | Ronnie Peterson      | Lotus-Ford        | 48      | + 5 okrążeń   | 1           |         |
| NU   | 26  | Graham Hill          | Lola-Ford         | 45      | Silnik        | 17          |         |
| NU   | 2   | Jacky Ickx           | Lotus-Ford        | 36      | Sprzęgło      | 7           |         |
| NU   | 8   | Richard Robarts      | Brabham-Ford      | 36      | Skrz. biegów  | 22          |         |
| NU   | 9   | Hans Joachim Stuck   | March-Ford        | 31      | Sprzęgło      | 23          |         |
| NU   | 37  | François Migault     | BRM               | 31      | Wyciek wody   | 24          |         |
| NU   | 3   | Jody Scheckter       | Tyrrell-Ford      | 25      | Silnik        | 12          |         |
| NU   | 18  | Carlos Pace          | Surtees-Ford      | 21      | Zawieszenie   | 11          |         |
| NU   | 20  | Arturo Merzario      | Iso Marlboro-Ford | 19      | Przegrzanie   | 13          |         |
| NU   | 24  | James Hunt           | March-Ford        | 11      | Przegrzanie   | 5           |         |
| NU   | 19  | Jochen Mass          | Surtees-Ford      | 10      | Silnik        | 18          |         |
| NU   | 16  | Peter Revson         | Shadow-Ford       | 1       | Wypadek       | 4           |         |
| NU   | 17  | Jean-Pierre Jarier   | Shadow-Ford       | 0       | Wypadek       | 16          |         |

### Najszybsze okrążenie
- Clay Regazzoni – 1:52.10 na okrążeniu 38